# Giro d'Italia de 2009
O Giro d'Italia 2009 foi a nonagésima segunda edição da prova ciclística Giro d'Italia e marcou o centenário desde o primeiro Giro d'Italia. A prova foi realizada entre os dias 9 e 31 de maio de 2009, iniciando em Veneza e terminando em Roma.
O Giro do centenário foi corrido por uma rota difícil e única através da Itália, visitando alguns locais históricos do ciclismo Italiano. Toda cidade que hospedou uma largada ou chegada no primeiro Giro foi visitada nesta edição, com exceção de Genova, embora a chegada da 11º etapa tenha acontecido em Arenzano, situada nas proximidades de Genova. Esta etapa também passou pelo Passo del Turchino, uma escalada que faz parte do percurso anual da Milão-São Remo.
A prova foi vencida por Denis Menchov que assumiu a liderança no longo contrarrelógio da 12º etapa e controlou todos os ataques realizados por Danilo Di Luca, seu principal oponente, durante as etapas de montanha ocorridas na última semana.

## Equipas
| Equipes ProTeam (15)- AG2R La Mondiale - Astana - BBox Bouygues Telecom - Caisse d'Épargne - Fuji-Servetto - Garmin-Slipstream - Lampre-NGC - Liquigas - Quick Step - Rabobank - Silence-Lotto - Columbia-High Road - Katusha - Team Milram - Saxo Bank Equipes profissionais Continentais (7)- Acqua & Sapone-Caffè Mokambo - Barloworld - Cervélo TestTeam - ISD-Neri - LPR Brakes-Farnese Vini - Xacobeo-Galicia - Androni Giocattoli-Serramenti PVC Diquigiovanni |
| |

## Resultados

### Classificação Geral - Maglia rosa
| #  | Corredor          | Equipe                       | Tempo      |
| -- | ----------------- | ---------------------------- | ---------- |
| 1  | Denis Menchov     | Rabobank                     | 86h 03'12" |
| 2  | Danilo Di Luca    | LPR Brakes-Farnese Vini      | a 41"      |
| 3  | Franco Pellizotti | Liquigás                     | a 1'59"    |
| 4  | Carlos Sastre     | Cervélo Test Team            | a 3'46"    |
| 5  | Ivan Basso        | Liquigás                     | a 3'59"    |
| 6  | Levi Leipheimer   | Team Astaná                  | a 5'28"    |
| 7  | Stefano Garzelli  | Acqua & Sapone-Caffé Mokambo | a 8'43"    |
| 8  | Michael Rogers    | Team Columbia                | a 10'01"   |
| 9  | Tadej Valjavec    | Ag2r-La Mondiale             | a 11'13"   |
| 10 | Marzio Bruseghin  | Lampre-NGC                   | a 11'28"   |

### Classificação por Pontos - Maglia ciclamino
| # | Corredor            | Equipe                       | Pontos |
| - | ------------------- | ---------------------------- | ------ |
| 1 | Danilo Di Luca      | LPR Brakes-Farnese Vini      | 170    |
| 2 | Denis Menchov       | Rabobank                     | 138    |
| 3 | Franco Pellizotti   | Liquigás                     | 133    |
| 4 | Stefano Garzelli    | Acqua & Sapone-Caffé Mokambo | 126    |
| 5 | Alessandro Petacchi | LPR Brakes-Farnese Vini      | 104    |

### Classificação de montanha - Maglia verde
| # | Corredor          | Equipe                       | Pontos |
| - | ----------------- | ---------------------------- | ------ |
| 1 | Stefano Garzelli  | Acqua & Sapone-Caffè Mokambo | 61     |
| 2 | Danilo Di Luca    | LPR Brakes-Farnese Vini      | 45     |
| 3 | Denis Menchov     | Rabobank                     | 41     |
| 4 | Andriy Grivko     | ISD Cycling Team             | 40     |
| 5 | Franco Pellizotti | Liquigás                     | 38     |

### Classificação de corredores jovens - Maglia bianca
| # | Corredor              | Equipe                       | Tempo      |
| - | --------------------- | ---------------------------- | ---------- |
| 1 | Kevin Seeldraeyers    | Quick Step                   | 86h 59'51" |
| 2 | Francesco Masciarelli | Acqua & Sapone-Caffè Mokambo | a 2'55"    |
| 3 | Francis De Greef      | Silence-Lotto                | a 17'03"   |
| 4 | Thomas Lövkvist       | Team Columbia                | a 31'45"   |
| 5 | Jackson Rodríguez     | Serramenti PVC Diquigiovanni | a 34'37"   |

### Classificação por Equipes
| # | Equipe                       | Pontos      |
| - | ---------------------------- | ----------- |
| 1 | Team Astana                  | 257h 48'40" |
| 2 | Team Columbia                | a 24'15"    |
| 3 | Serramenti PVC Diquigiovanni | a 27'17"    |
| 4 | Liquigás                     | a 32'21"    |
| 5 | Lampre-NGC                   | a 58'58"    |